# Csengery Imre
Csengery Imre (Nagyvárad, 1819 – Nagyvárad, 1885. szeptember 30.) magyar királyi honvédelmi miniszteri tanácsos, költő.

## Élete
Bihar megyének 1848., 1861. és 1867. főjegyzője, a hosszúpályi kerületnek az 1865–1868. országgyűlésen képviselője. 1861-ben a felirati párthoz és később is Deák Ferenc környezetéhez tartozott. 1869-ben miniszteri tanácsosnak hivatott a honvédelmi miniszteriumba, hol az első években nagy törvényismeretével és szervező képességével, kiváló szerepet játszott; későbben is a törvényjavaslatok szerkesztésénél mindig befolyt. Mint Bihar megye főjegyzője oly kedveltségnek örvendett, hogy a megye közönsége arany tollal tüntette ki.

## Munkái
Versek, melyekkel Starovessky Károly urnak Kolyiklet helysége birtokába az 1834-dik év Kisasszony hava 4-én lett beiktatását tiszteli. Nagyvárad.
A bihari cukorgyár-egyesületről irt az Ismertetőbe (1841.) és M. Gazdába (1842.). Beszéde Beőthy Ödön emlékezete megörökítése tárgyában Bihar vármegye közgyűlésén 1868. márc. 18. a P. Naplóban (1868. 73. sz.) Az országgyűlésen több beszédet tartott és mint bátyja (Cs. Antal) ő is kiváló stilista volt.